# Martin Naylor
Martin James Naylor (* 11. Oktober 1944 in Morley, West Yorkshire; † 31. Dezember 2016 in Cricklewood, London) war ein britischer Bildhauer der Moderne, dessen Arbeit nah an die eines Installationskünstlers herankommt.

## Leben
Martin James Naylor kam als Sohn von James Naylor (1912–1989), einem Bäcker, der damals als Gefreiter im Army Catering Corps diente, und seiner Frau Lily, geborene Farrar (1909–1990), auf die Welt. Die Familie wohnte zu der Zeit in der Worrall Street 16 in Morley in der Nähe von Leeds.

### Ausbildung und Lehrtätigkeit
Er besuchte die Dewsbury and Batley Technical Art School (1961–1965), das Leeds Art College (1965–1967) und das Royal College of Art (1967–1970). Am 2. Dezember 1965 heiratete er noch während seines Studiums in Leeds Anne Patricia Kennett (geb. 1946), Sekretärin und Tochter des Zeichners William John Kennett. Die Ehe wurde später aufgelöst.
Bald nach seinem Abschluss begann Naylor am Royal College of Art zu unterrichten. Später unterrichtete er an der Bath Academy of Art in Corsham, der St. Albans School of Art und der Horney School of Art (ab 1973 Teil des Middlesex Polytechnic), wo er zum Leiter der Bildhauerei ernannt wurde. Außerdem war er Gastprofessor an der École Nationale des Arts Décoratifs in Nizza und der École Nationale Supérieure d’Art in Bourges und unterrichtete an der Cité Internationale des Arts in Paris.

### Letzte Jahre
Da er in den 1980er und 1990er Jahren zunehmend enttäuscht von der vorherrschenden institutionellen Unterstützung des Neo-Konzeptualismus in der britischen Kunstszene war, beschloss Naylor 1984, als Skulpturleiter am Middlesex Polytechnic zurückzutreten. Mehrere Künstler und Kunstkritiker hatten diesen Kurs gewählt, weil er dort lehrte. Der Künstler Anish Kapoor gehörte zu seinen ehemaligen Studenten.
Mit der Zeit entwickelte Naylor eine enge Verbindung zu Argentinien, die begann, als er nach Buenos Aires reiste, um bei seiner Wanderausstellung des British Council dabei zu sein. Die Psychologin Liliana Maler (geb. 1941/2), die aus Buenos Aires stammte und die er am 17. September 1996 in London heiratete, vertiefte diese Verbindung. Aus gesundheitlichen Gründen kehrten er und seine Frau 2008 nach London zurück, wo er bis zu seinem Tod an Aspirationspneumonie Ende 2016 im Barnet General Hospital in Cricklewood lebte.

## Ausstellungen
1974 trat Naylor dem Künstlerkreis von Alex Gregory-Hood bei, dem exzentrischen ehemaligen Oberst der Grenadier Guards, der die Rowan Gallery gründete und leitete. Weitere Künstler der Galerie waren Barry Flanagan, Bridget Riley, Phillip King und Michael Craig-Martin. Naylors erste Ausstellung zeigte Discarded Sweater (1972/73), eine Assemblage aus einem ausgestreckten, mit Nadeln versehenen blauen Wollpullover, an den eine handgeschnitzte Holzstange gelehnt war. Daneben lagen zufällig geworfene Zigarettenstummel und eine mit rotem Lippenstift beschriftete Glasscheibe. Das Werk wurde 1982 in der einflussreichen Ausstellung British Sculpture in the Twentieth Century, Part II: Symbol and Imagination, 1951–80’ in der Whitechapel Art Gallery gezeigt.
Naylor war an weiteren bedeutenden Gruppenausstellungen beteiligt, darunter Art Spectrum im Alexandra Palace 1971, A Silver Jubilee Exhibition of Contemporary British Sculpture im Battersea Park 1977 sowie Hayward Annual 1982: British Drawing und Here and Now in der Serpentine Gallery 1995. In den 1970er und 1980er Jahren war er an mehreren Wanderausstellungen zeitgenössischer Kunst des British Council beteiligt.
Naylors erste Einzelausstellung war 1966 in der Lane Gallery in Bradford. Weitere bedeutende Ausstellungen fanden in der Arnolfini Gallery in Bristol (1973), der Rowan Gallery in London (1974) und der Leeds City Art Gallery (1975) statt. Im Jahr 1977 war er Vertreter Großbritanniens bei der Biennale von São Paulo in Brasilien. Naylors Arts Council-Tour 1986 begann in der Serpentine Gallery mit der Ausstellung Between Discipline and Desire, die von Alister Warman organisiert wurde. 1992 hatte er eine große Retrospektive im Yale Center for British Art in New Haven, Connecticut und 1996 im Centro Cultural Borges in Buenos Aires.
Seine Werke sind heute in der Tate Gallery, der Arts Council Collection, der British Council Collection und der Stadtgalerie von Leeds vertreten.

## Werk
Naylor gehörte zu einer Generation britischer Bildhauer wie Tony Cragg, Richard Deacon, Carl Plackman, Bill Woodrow und Alison Wilding, deren Praktiken einen Bruch mit dem abstrakten formalistischen Werk von Anthony Caro und seinen Nachfolgern, den so genannten „Bildhauern der neuen Generation“ wie David Annesley und Tim Scott, darstellten. Naylors Sujet verband persönliche Psychologie und Lebenserfahrung. In sein Werk flossen Film- und Fotoaufnahmen, Objets trouvés und frei verfügbare Materialien wie Glas und mechanische Teile ein. Er behandelte den Einfall von Schatten und Licht als skulpturale Komponenten. Sein Werk war hauptsächlich dreidimensional, und ab den 1980er Jahren entwickelte er eine hybride Mischtechnik aus Skulptur und gestischer Ölmalerei, die auf Abstraktion und Figuration verwies.

## Auszeichnungen
Zu seinen Auszeichnungen gehörten die Preise des Arts Council 1971 und 1979, das Gregory-Stipendium für Bildhauerei an der Universität Leeds 1973, ein Preis für bildende Kunst der Gulbenkian Foundation 1975, ein Preis bei der John-Moores-Ausstellung 1978 in der Walker Art Gallery in Liverpool und ein Preis der Henry Moore Foundation 1985.